# Cantón de Audun-le-Roman
El cantón de Audun-le-Roman era una división administrativa francesa, que estaba situada en el departamento de Meurthe y Mosela y la región de Lorena.

## Composición
El cantón estaba formado por veinticinco comunas:
- Anderny
- Audun-le-Roman
- Avillers
- Bettainvillers
- Beuvillers
- Crusnes
- Domprix
- Errouville
- Joppécourt
- Joudreville
- Landres
- Mairy-Mainville
- Malavillers
- Mercy-le-Bas
- Mercy-le-Haut
- Mont-Bonvillers
- Murville
- Piennes
- Preutin-Higny
- Saint-Supplet
- Sancy
- Serrouville
- Trieux
- Tucquegnieux
- Xivry-Circourt

## Supresión del cantón de Audun-le-Roman
En aplicación del Decreto nº 2014-261 de 26 de febrero de 2014, el cantón de Audun-le-Roman fue suprimido el 22 de marzo de 2015 y sus 25 comunas pasaron a formar parte; veintiuno del nuevo cantón de País de Briey, tres del nuevo cantón de Villerupt y una del nuevo cantón de Mont-Saint-Martin.